# Palemone (divinità)
Palemone (in greco antico: Παλαίμων?, Palàimōn) è un personaggio della mitologia greca che divenne il protettore dei porti per i Romani.

## Genealogia
A seconda delle versioni Palemone non è stato generato e non ha avuto progenie. Fu trasformato in divinità da Poseidone dal mortale Melicerte, cosi come sua madre Ino, divenne Leucotea.

## Mitologia
In quanto dio dei porti, i Romani lo assimilarono a Portuno.